# Spona za boj zblízka
Spona za boj zblízka (německy: Nahkampfspange) je německé vojenské vyznamenání, které bylo zavedeno 25. listopadu roku 1942 za úspěch v blízkém boji muže proti muži. Spona za boj z blízka byla nošena nad levou náprsní kapsou uniformy. Německá pěchota často považovala zlatou verzi spony za boj zblízka za větší poctu než rytířský kříž. Ze zhruba 18 až 20 miliónů vojáků německého Wehrmachtu a Waffen-SS obdrželo 36 400 bronzovou verzi, 9500 stříbrnou a 631 zlatou verzi.

## Kritéria pro udělení
Vyznamenání bylo udíleno ve třech základních stupních.
- Bronzový stupeň – byl udílen za patnáctidenní účast v bojích muže proti muži
- Stříbrny stupeň – byl udílen za třicetidenní účast v bojích muže proti muži
- Zlatý stupeň – byl udílen za padesátidenní účast v bojích muže proti muži

Výjimka byla udílena, jestliže byl voják těžce raněn v bitvě, poté byly požadavky sníženy na 10, 20 a 40 dnů.

## Vzhled
Spona byla v podstatě odlitek zinku nebo tombaku s lehce zakřiveným středovým čtvercem, který obsahoval německý národní symbol (orlice svírající svastiku) a pod tím bajonet křížící se s německým ručním granátem.